# Stawiański Wierch

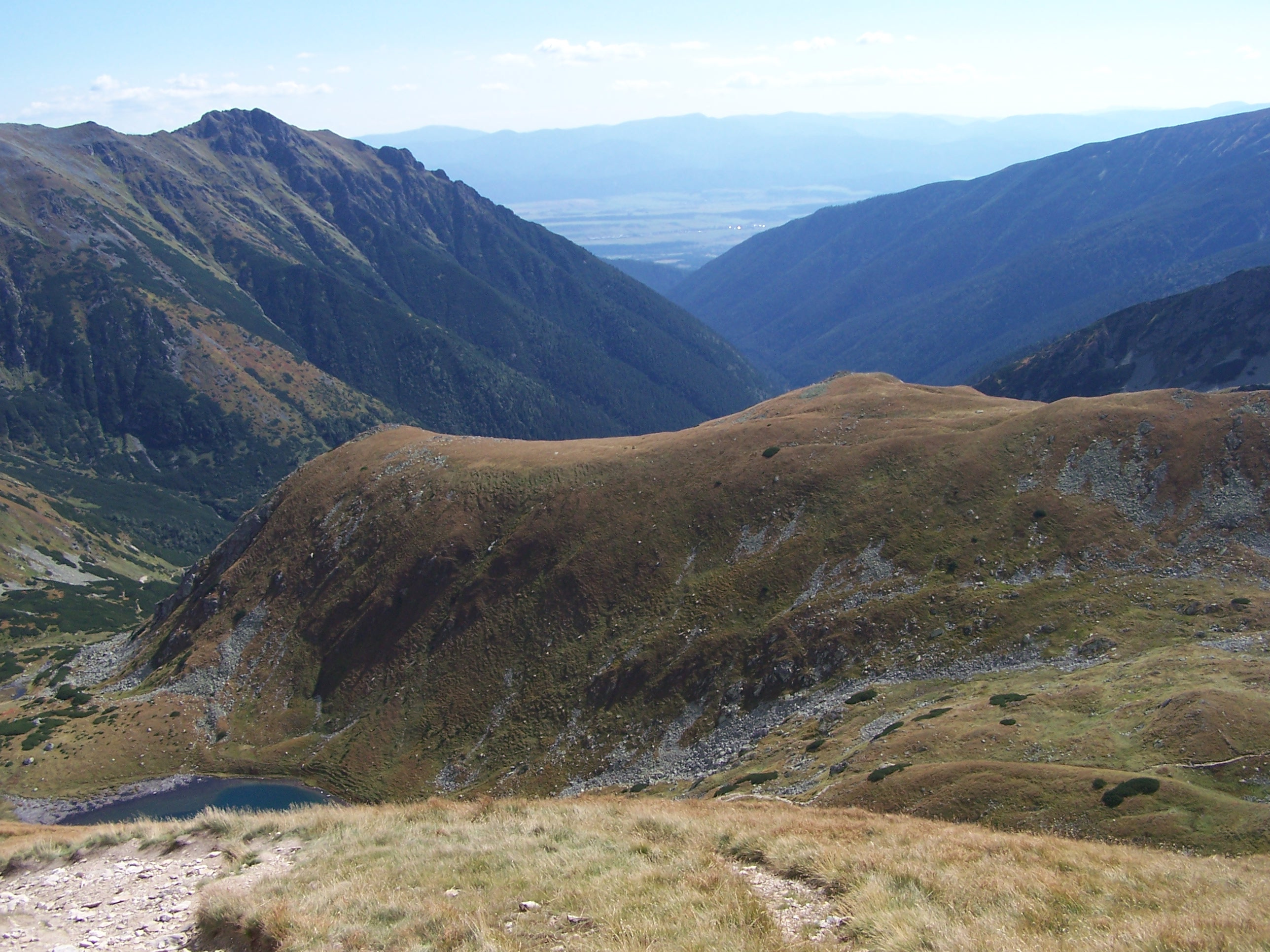
Na pierwszym planie Stawiański Wierch. U jego podnóża Niżni Jamnicki Staw

Stawiański Wierch (słow. Jazerný vrch) – niski, odchodzący we wschodnim kierunku grzbiet Rohacza Ostrego w słowackich Tatrach Zachodnich. Znajduje się w górnej części Doliny Jamnickiej. Grzbiet ten o zaokrąglonych kształtach oddziela od siebie dwa kotły lodowcowe: Kocioł Jamnickich Stawów i Rohacki Kocioł. Po jego północnej stronie w Kotle Jamnickich Stawów znajdują się na dwóch piętrach dwa Jamnickie Stawy i wypływający z nich Jamnicki Potok. Poniżej Stawiańskiego Wierchu w rozszerzeniu doliny położone są Kokawskie Ogrody.
Stawiański Wierch jest w większości trawiasty, dawniej był wypasany. Po zaprzestaniu wypasu jego stoki zaczynają stopniowo porastać kosodrzewiną.